# Разъезд 9 км (станция)
Разъезд 9 км. —  узловая станция Северо-Кавказской железной дороги в границах хутора Красного
Крымского района Краснодарского края.

## Описание
Является узловой, расположена на однопутно-двухпутной линии Тимашёвская — Крымская. От станции отходит линия на Багерово с ответвлениями на Анапу, Темрюк и порт Кавказ. На станции осуществляется смена локомотивов у определённых составов пассажирских поездов дальнего следования согласно служебному регламенту.

## История
В 2019 году участок Разъезд 9 км — порт Кавказ был реконструирован: уложен второй путь до Вышестеблиевской, построена двухпутная ветка к Крымскому мосту и введена в строй станция Тамань-Пассажирская. Электрифицирован переменным током однопутный участок Юровский 
— Анапа.
В декабре того же года на станции был открыт новый вокзал и сооружена пассажирская платформа., после чего через неё начали следовать пассажирские поезда в Крым. Тогда же на станции для крымских поездов были введены нетехнические стоянки (с посадкой и высадкой пассажиров).

## Пассажирское движение
Ежедневно станция принимает и обрабатывает не менее 5 пар пассажирских поездов дальнего следования и скоростных электропоездов «Ласточка» из Анапы, Новороссийска, Ростова на Дону, Краснодара и Адлера.
Большинство поездов дальнего следования имеют на станции техническую (без права посадки и высадки пассажиров) остановку от 15 минут со сменой локомотивной бригады, скоростные электропоезда — 1-3 минуты. Перевозки по маршрутам осуществляют частная транспортная компания «Гранд Сервис Экспресс», ФПК РЖД и ЮДОСС.

### Основные направления
| Страна | Пункт назначения                                                                                         |
| ------ | --- |
| Россия | Москва, Санкт-Петербург, Адлер, Анапа, Ростов на Дону, Севастополь, Симферополь, Краснодар, Новороссийск |

### Перевозчики и расписание
| Перевозчик                                          | Дистанция                               | Расписание        |
| --------------------------------------------------- | --------------------------------------- | ----------------- |
| Российские железные дороги (ФПК, ЮДОСС)             | Дальнее следование                      | РЖД               |
| АО ТК «Гранд Сервис Экспресс»                       | Дальнее следование                      | «Таврия»          |
| Северо-Кавказская пригородная пассажирская компания | Межрегиональное и пригородное сообщение | СКППК             |
| Кубань Экспресс-Пригород                            | Межрегиональное и пригородное сообщение | Экспресс-Пригород |

## Коммерческие операции, выполняемые на станции
- (О) —	Посадка и высадка пассажиров на (из) поезда пригородного и местного сообщения. Прием и выдача багажа не производятся.
- (§1) — Приём и выдача повагонных отправок грузов, допускаемых к хранению на открытых площадках станций.
- (§3) — Приём и выдача грузов повагонными и мелкими отправками, загружаемых целыми вагонами, только на подъездных путях и местах необщего пользования[3].